# Epulopiscium fishelsoni
Espèce
Epulopiscium fishelsoni est une espèce de bactéries géantes de la famille des Lachnospiraceae, de type Gram-positive, qui vit en symbiose avec le poisson-chirurgien Acanthuridae,. Sa taille remarquable (jusqu'à 0,75 mm), c'est-à-dire de l'ordre de grandeur d'un grain de sable, est telle qu'elle peut être observée à l'œil nu.

## Taxinomie
L'espèce est nommée Candidatus car a été seulement déposée sur une lame. Le nom complet est "Candidatus Epulopiscium fishelsoni" Montgomery and Pollak 1988. Il a pour synonyme (variante orthographique) : "Candidatus Epulonipiscium fishelsonii" corrig. Montgomery and Pollak 1988.

### Étymologie
L'épithète spécifique fishelsoni honore le professeur Lev Fishelson (d), découvreur de l'organisme, en l'honneur de ses contributions multidisciplinaires à la biologie marine et à l'éducation des nombreux amateurs et professionnels de la mer.

### Publication originale
- (en + fr + de) W. LINN MONTGOMERY et PEGGY E. POLLAK, « Epulopiscium fishelsoni N. G., N. Sp., a Protist of Uncertain Taxonomic Affinities from the Gut of an Herbivorous Reef Fish », Journal of Protozoology, Wiley, vol. 35, no 4,‎ novembre 1988, p. 565-569 (ISSN 0022-3921 et 2375-0804, DOI 10.1111/J.1550-7408.1988.TB04153.X).